# Mayo Methot
Mayo Jane Methot (3 de marzo de 1904 - 9 de junio de 1951) fue una actriz de teatro y cine estadounidense. Apareció en más de 30 películas, así como en varias producciones de Broadway , aunque atrajo una gran atención de los medios por su tempestuoso matrimonio con el actor Humphrey Bogart.

## Filmografía
| Año  | Título                        | Personaje                | Observaciones                                       | Ref.  |
| ---- | ----------------------------- | ------------------------ | --------------------------------------------------- | ----- |
| 1916 | Forgotten Songs               |                          | Película en serie                                   | [ 1 ] |
| 1922 | And Women Must Weep           |                          | Corto                                               |       |
| 1923 | Unseeing Eyes                 | Extra                    | No acreditada                                       | [ 2 ] |
| 1930 | Taxi Talks                    |                          | Cortometraje                                        | [ 3 ] |
| 1931 | Corsair                       | Sophie                   |                                                     | [ 4 ] |
| 1932 | The Night Club Lady           | Lola Carewe              |                                                     |       |
| 1932 | Vanity Street                 | Fern                     |                                                     |       |
| 1932 | Virtue                        | Lil Blair                |                                                     |       |
| 1932 | Afraid to Talk                | Marge Winters            | Título alternativo: Merry-Go-Round                  | [ 4 ] |
| 1933 | The Mind Reader               | Jenny                    |                                                     | [ 4 ] |
| 1933 | Lilly Turner                  | Mrs. Durkee              | No acreditada                                       | [ 4 ] |
| 1933 | Goodbye Love                  | Sandra Hamilton          |                                                     | [ 4 ] |
| 1933 | Counsellor at Law             | Zedorah Chapman          |                                                     | [ 4 ] |
| 1934 | Jimmy the Gent                | Gladys Farrell           |                                                     | [ 4 ] |
| 1934 | Harold Teen                   | Sally LaSalle            | Título alternativo: Dancing Fool                    | [ 4 ] |
| 1934 | Registered Nurse              | Enfermera Gloria Hammond |                                                     | [ 4 ] |
| 1934 | Side Streets                  | Maizie Roach             | Título alternativo: A Woman in Her Thirties         | [ 4 ] |
| 1934 | Mills of the Gods             | Sarah                    |                                                     | [ 4 ] |
| 1935 | The Case of the Curious Bride | Mrs. Florabelle Lawson   |                                                     | [ 4 ] |
| 1935 | We're in the Money            | Minor Role               | (Escenas eliminadas)                                | [ 4 ] |
| 1935 | Dr. Socrates                  | Muggsy, Red's Moll       |                                                     | [ 4 ] |
| 1936 | Mr. Deeds Goes to Town        | Mrs. Semple              | No acreditada                                       | [ 4 ] |
| 1936 | The Case Against Mrs. Ames    | Cora Lamont              |                                                     | [ 4 ] |
| 1937 | Marked Woman                  | Estelle Porter           |                                                     | [ 4 ] |
| 1938 | Women in Prison               | Daisy Saunders           |                                                     | [ 4 ] |
| 1938 | Numbered Woman                | Vicki                    | Título alternativo: Private Nurse                   | [ 4 ] |
| 1938 | The Sisters                   | Blonde                   |                                                     | [ 4 ] |
| 1939 | Should a Girl Marry?          | Betty Gilbert            |                                                     | [ 4 ] |
| 1939 | Unexpected Father             | Ethel Stone              | Título alternativo: Sandy Takes a Bow               | [ 4 ] |
| 1939 | A Woman Is the Judge          | Gertie                   |                                                     | [ 4 ] |
| 1940 | Brother Rat and a Baby        | Chica en el bus          | Título alternativo: Baby Be Good (última aparición) |       |

## Muerte
Methot murió el 9 de junio de 1951 en el Holladay Park Hospital de Portland. Aunque la prensa en ese momento informó que Methot murió durante una cirugía no especificada, su causa real de muerte se atribuyó al alcoholismo.  Methot dejó su patrimonio, por un total de $50,000 (equivalente a $500,538 en 2020) a su madre Evelyn. Además, otorgó su biblioteca personal de libros clásicos a la Escuela Catlin Gabel, su alma mater, así como un fondo de becas para la institución. 
Los restos de Methot están enterrados en el Portland Memorial Mausoleum en el vecindario Sellwood de Portland, Oregón, junto con sus padres. Bogart siguió enviando flores a la cripta de Methot hasta su muerte en 1957.